# عبدالحسین نوایی
دکتر عبدالحسین نوایی (۱۶ مرداد ۱۳۰۲ – ۱۸ مهر ۱۳۸۳) استاد دانشگاه، نویسنده، تاریخ‌نگار، نسخه‌شناس و از چهره‌های ماندگار ایران بود.

## زندگی‌نامه
وی در تهران به دنیا آمد و در زمینهٔ ادبیات و تاریخ متبحر و مسلط بود. از او آثار تحقیقی تاریخی، به‌ویژه دربارهٔ دوره قاجار، به یادگار مانده‌ است. همچنین وی به تصحیح متون تاریخی قدیمی نیز اشتغال داشته‌ است.

## از زبان وی
« حاصل عمرم سه سخن بیش نیست، خام بُدَم، پخته شدم، سوختم.
اسمم عبدالحسین است بنابر رسم معمول زمان که برای تجلیل یادبود پدر، نامش را بر یکی از فرزندان می‌گذاشتند من هم بدین نام خوانده شدم.
در سال ۱۳۰۲ در تهران متولّد شدم، هر چند شناسنامه‌ام سال ۱۳۰۴ را نشان می‌دهد.
نام خانوادگی من هم حکایت از خاستگاهمان «نوا» می‌کند. نوا روستایی کوچک است بر سر کوه که ییلاق آمل است و تا چند سال پیش رفت‌وآمد به آن بسیار دشوار بود. نوا همان محلّی است که فتحعلی شاه در یک فصل ییلاقی در آن صاحب پنج پسر شد، یکی از آنها عباس میرزا بود. من هنوز نوا را ندیده‌ام و تا جایی که می‌دانم، از چند نسل قبل از من، همه در تهران اقامت داشته‌اند.»

### تحصیلات
- بنابر گفته وی:

« تحصیلات ابتدایی را در مدرسهٔ تمدن و ابن سینا و دوره متوسطه را در مدرسهٔ شرف مظفّری گذراندم و بعد هم برخلاف میلم به دانشسرای عالی رفتم. چون علاقهٔ زیادی به این حرفه نداشتم و تمایل به دیپلمات شدن داشتم مدّتی هم به دانشکده حقوق و علوم سیاسی دانشگاه تهران رفتم، ولی پیشامدی مانع آمد که تحصیلاتم را در آنجا ادامه دهم.
ماجرا از این قرار بود که در امتحانات دیپلم، یک نفر از روی برگهٔ امتحانی من رونویسی کرده بود. در آن زمان تصحیح اوراق امتحانات نهایی به عهدهٔ استادان دانشگاه بود و طبق گفته دو برگه کاملاً شبیه یکدیگر بود، لذا هر دو نفر را به جرم تقلّب از ادامهٔ تحصیل محروم کردند، مدتی طول کشید تا توانستم ثابت کنم که ورقهٔ اصلی متعلق به من است و همین تأخیر باعث شد تا من از ادامه تحصیل در رشتهٔ حقوق محروم شوم؛ البته سال بعد هم در کنکور حقوق شرکت کردم و شاگرد دوم شدم. امّا بدین لحاظ که ناگزیر بودم یکی از دو رشته را انتخاب کنم و یکسال از دورهٔ دانشسرا را گذرانده بودم، همین رشته را ادامه دادم و بعدها دورهٔ دکتری را هم در دانشگاه سوربن فرانسه گذراندم.
پیش از این از سال ۱۳۲۴ به معلمی پرداخته بودم در بازگشت هم به عنوان معلم کارم را آغاز کردم. علی‌رغم این که در نهایت علاقهٔ چندانی به این کار نداشتم، ولی چون قبول مسئولیت کرده بودم با جدیت به مطالعه روی آوردم چون اعتقاد داشتم آنچه در دانشگاه به من آموخته‌اند، مقدمه و فتح بابی بیش نبوده و خودم باید تحصیلم را ادامه دهم.»

## آثار

### مقاله
- چگونه انجمن آثار ملی بنیاد گرفت؟ نامه انجمن، شماره نخست، بهار ۱۳۸۰

### آثار و تألیفات چاپ شده
1. گردآوری کتاب متون تاریخی به زبان فارسی
2. گردآوری کتاب «نایبیان کاشان (بر اساس اسناد)» دربارهٔ نایبیان کاشان
3. بررسی کتاب تاریخ تحولات سیاسی، اجتماعی، اقتصادی و فرهنگی ایران در دوران صفویه
4. شرح حال رجال حبیب السّیر، تهران، نشر مؤلّف، چاپ اول ۱۳۲۴.
5. خاطرات عبّاس میرزا مُلک آرا، تهران، انجمن نشر آثار ایران، چاپ اول ۱۳۲۵؛ تهران نشر بابک، چاپ دوم ۱۳۵۵.
6. فتنهٔ باب، تهران، نشر مؤلف، چاپ اول ۱۳۳۳؛ تهران نشر بابک، چاپ سوم و چهارم ۱۳۶۲.
7. تاریخ آل مظفّر، تهران، نشر ابن سینا، چاپ اول ۱۳۳۵؛ تجدید چاپ، انتشارات امیر کبیر.
8. تاریخ گزیده، انتشارات امیر کبیر، چاپ اول ۱۳۳۹، دو بار تجدید چاپ شد.
9. اسناد و مکاتبات تاریخی از تیمور تا شاه اسماعیل، بنگاه ترجمه و نشر کتاب، چاپ اول ۱۳۴۱، دو بار تجدید چاپ شد.
10. کریم خان زند، تهران، نشر فرانکلین، چاپ اول ۱۳۴۴؛ انتشارات امیر کبیر، چاپ سوم ۱۳۵۶ و چاپ چهارم ۱۳۷۶.
11. شاه اسماعیل صفوی (اسناد و مکاتبات تاریخی همراه با یادداشت‌های تفصیلی)، تهران، بنیاد فرهنگ ایران، چاپ اول ۱۳۷۴.
12. احسن التواریخ، تهران، بنگاه ترجمه و نشر کتاب، چاپ اول ۱۳۴۹؛ جلد دوم ۱۳۷۵، فرهنگستان ادب و هنر ایران.
13. شاه طهماسب (مجموعهٔ اسناد و مکاتبات تاریخی همراه با یادداشت‌های تفصیلی)، نشر بنیاد فرهنگ ایران، ۱۳۵۰.
14. شاه عبّاس (مجموعهٔ اسناد و مکاتبات تاریخی همراه با یادداشت‌های تفصیلی)، نشر بنیاد فرهنگ ایران، ۱۳۵۲، بعدها تجدید چاپ شد.
15. مطلع سعدین و مجمع بحرین، تهران، نشر طهوری، چاپ اول بخش نخست جلد اول ۱۳۵۳؛ پژوهشگاه علوم انسانی، چاپ دوم ۱۳۷۲.
16. تاریخ عضدی، تهران، نشر بابک، چاپ اول ۱۳۵۵؛ انتشارات علمی، چاپ دوم ۱۳۷۶.
17. فتح تهران (گوشه‌هایی از تاریخ مشروطیت ایران)، تهران نشر بابک، ۱۳۵۶.
18. دولت‌های ایران از مشروطیت تا اولتیماتوم، تهران، نشر بابک، ۱۳۵۶.
19. اسناد و مکاتبات سیاسی ایران، دو جلد، تهران پژوهشگاه علوم انسانی، چاپ اول ۱۳۶۳. (برندهٔ کتاب سال)
20. حدیقةالشعرا، تهران، نشر زرین، جلد اول ۱۳۶۴، جلد دوم ۱۳۶۵، جلد سوم ۱۳۶۶.
21. مرآت البلدان، تهران، انتشارات دانشگاه تهران، چهار جلد، ۱۳۶۷.
22. مرآت الوقایع مظفری و یادداشتهای ملک المورخین سپهر، تهران، نشر زرین، ۱۳۶۸.
23. نادر و جانشینش همراه با نامه‌های سلطنتی و اسناد سیاسی واداری، تهران، نشر زرین ۱۳۶۸.
24. تاریخ ایران و جهان، تهران، نشر هما، جلد اول ۱۳۶۴، جلد دوم ۱۳۶۸، جلد سوم ۱۳۷۶، مجلدات اول و دوم چند بار تجدید چاپ شده‌است.
25. تکلمة الاخبار، تهران، پژوهشگاه علوم انسانی، ۱۳۷۳.
26. فهرس التواریخ، تهران، پژوهشگاه علوم انسانی، ۱۳۷۳.
27. متون تاریخی به زبان فارسی، تهران، انتشارات سمت، ۱۳۷۶.
28. روابط سیاسی و اقتصادی ایران در دورهٔ صفویه، تهران، انتشارات سمت، ۱۳۷۷.
29. اسناد میرزا عبدالوهاب خان آصف الدوله (گزیدهٔ اسناد خراسان و گیلان)، با همکاری نیلوفر کسری، تهران، انتشارات مؤسسه مطالعات تاریخ معاصر ایران، دو جلد، ۱۳۷۷.
30. اسناد میرزا عبدالوهاب خان آصف الدوله (گزیدهٔ اسناد آذربایجان)، با همکاری نیلوفر کسری، تهران، انتشارات مؤسسه مطالعات تاریخ معاصر ایران، جلد سوم، ۱۳۸۰.
31. مجموعه اسناد نایبیان کاشان، با همکاری محمد بقایی، تهران، سازمان اسناد ملی ایران، ۱۳۷۹.
32. محتشم کاشانی، به کوشش دکتر عبدالحسین نوایی و مهدی صدری، تهران، نشر میراث مکتوب، دو جلد، ۱۳۸۰.
33. اشعار عامیانه ایران در عصر قاجاری،‌ والنتین ژوکوفسکی،‌ تصحیح و توضیح از عبدالحسین نوایی،‌ انتشارات اساطیر،‌ ۱۳۸۲.
34. مهدعلیا (همراه با اسناد مفصل)، با همکاری نیلوفر کسری، تهران، انتشارات اساطیر، ۱۳۸۳.
35. مجموعه اسناد نایبان کاشان، با همکاری نیلوفر کسری، تهران، مؤسسه مطالعات تاریخ معاصر ایران، چاپ نشده‌است.

### تصحیح
- احسن‌التواریخ نوشتهٔ حسن بیگ روملو (نوایی در پایان جلد اول شرح نسبتاً مفصل و سودمندی از تاریخ ترکیه در دوران مذکور به همراه فهرست مفصلی از لغات ترکی و مغولی رایج در متون فارسی تاریخی سده هفتم به بعد را نوشته‌است).
- اشعار عامیانه ی ایران در عصر قاجاری تالیف والنتین ژوکوفسکی ؛ به اهتمام و تصحیح و توضیح عبدالحسین نوایی

## مجامع علمی، سمینارها، جوایز
- دریافت جایزهٔ بهترین کتاب سال برای تصحیح و تعلیق کتاب احسن التواریخ، سال ۱۳۴۹.
- سفر به پاکستان برای ایراد چند سخنرانی، سال ۱۳۵۳.
- سفر به ترکیه، سوئد، انگلستان و فرانسه و بازدید از مراکز فرهنگی، سال ۱۳۵۳.
- دریافت جایزه بهترین کتاب سال برای تألیف کتاب اسناد تاریخی ایران از ۱۰۳۸ تا ۱۰۵۲ه. ق، سال ۱۳۶۴.
- سفر به ترکیه و سخنرانی در بارهٔ جنگ اوزون حسن با سلطان محمد فاتح در سمینار مربوط به فتح قسطنطنیه، سال ۱۳۷۴.
- شرکت در سمینار تیمور در مشهد و ارائهٔ مجموعهٔ مقالاتی تحت عناوینی چون کثرت منابع تاریخ تیموری و رد کتابهایی چون منم تیمور جهانگشا و توزوک، سال ۱۳۷۵.
- سفر به ازبکستان و سخنرانی در سمینار بزرگداشت تیمور، سال ۱۳۷۵.